# William E. Chilton
William E. Chilton (St. Albans, 1858. március 17. – Charleston, 1939. november 7.) az Amerikai Egyesült Államok szenátora (Nyugat-Virginia, 1911–1917).